# Tim Dunigan
Tim Dunigan est un acteur américain, né le 2 août 1955 à Saint-Louis (Missouri). Il se fait connaître grâce aux rôles du capitaine Jonathan Power dans la série Captain Power et les soldats du futur (1987–1988) et de Davy Crockett dans Les Nouvelles Aventures de Davy Crockett (1988–1989).

## Biographie

### Jeunesse
Tim Dunigan naît le 2 août 1955 à Saint-Louis, en Missouri. Son père est Robert S. Dunigan et sa mère roumano-américaine, Olga Dunigan Argint. Il est cousin du commentateur sportif américain à la radio et à la télévision, Harry Caray (1914-1998).

### Carrière
Tim Dunigan commence sa carrière d'acteur, à la télévision en 1982. Il décroche le rôle de Templeton « Futé » Peck dans le pilote de la série L'Agence tous risques (The A-Team), diffusé en fin janvier 1983 sur la chaîne NBC. Jugé trop jeune (27 ans) par la production, il est peu crédible pour incarner un vétéran de la guerre du Vietnam et remplacé, dès le deuxième épisode, par Dirk Benedict, ayant 10 ans de plus : « J'ai l'air encore plus jeune devant la caméra que je ne le suis. Il était donc difficile de m'accepter en tant que vétéran de la guerre du Vietnam, qui s'est terminée lorsque j'étais en deuxième année au lycée » (« I look even younger on camera than I am. So it was difficult to accept me as a veteran of the Vietnam War, which ended when I was a sophomore in high school »), explique-t-il. Même année, il est Geoffrey Blackpool, le frère du prince Dirk Blackpool (interprété par Duncan Regehr), dans trois épisode de la série de science-fiction Wizards and Warriors (en), ainsi que Tommy Atwood dans le sitcom Mr. Smith, aux côtés d'un orang-outan parlant. Il apparait dans le téléfilm à énigme Missing Pieces de Mike Hodges, avec Elizabeth Montgomery.
En 1987, après être apparu dans différentes séries telles que L'homme qui tombe à pic (The Fall Guy), Cheers et Ricky ou la Belle Vie (Silver Spoons), il joue le capitaine Jonathan Power dans la série Captain Power et les soldats du futur (Captain Power and the Soldiers of the Future), jusqu'en 1988.
En 1988, aux côtés de Gary Grubbs, il devient Davy Crockett dans la série Les Nouvelles Aventures de Davy Crockett (Davy Crockett), produite par Walt Disney Pictures avec l'espoir de relancer la popularité du héros, mais sans succès.
Depuis 1989, il décroche des rôles secondaires dans les séries telles que Pas de répit sur planète Terre (Hard Time on Planet Earth), Arabesque (Murder, She Wrote), La Maison en folie (Empty Nest), Beverly Hills 90210, Enquêtes à Palm Springs (P.S. I Luv U), Diagnostic : Meurtre (Diagnosis Murder) et JAG.

## Filmographie

### Télévision

#### Téléfilms
- 1983 : Missing Pieces de Mike Hodges : Al Seco
- 1986 : Pros and Cons de Stuart Margolin : Tom
- 1991 : Captain Power: The Beginning de Otta Hanus et Jorge Montesi : le capitaine Jonathan Power
- 1991 : The Hit Man de Gary Nelson : Jerry

#### Séries télévisées
- 1983 : L'Agence tous risques (The A-Team) : Templeton « Futé » Peck (saison 1, épisode 1 : Mexican Slayride)
- 1983 : Wizards and Warriors (en) : Geoffrey Blackpool (3 épisodes)
- 1983 : Mr. Smith : Tommy Atwood (13 épisodes)
- 1984 : L'homme qui tombe à pic (The Fall Guy) : Junior Gallantine (saison 3, épisode 13 : Cool Hand Colt)
- 1984 : L'homme qui tombe à pic (The Fall Guy) : Adrian Sloan (saison 4, épisode 8 : Sandcastles)
- 1986 : Cheers : Dr McNeese (saison 4, épisode 19 : Dark Imaginings)
- 1987 : Ricky ou la Belle Vie (Silver Spoons) : Gary (saison 5, épisode 18 : Hero Worship)
- 1987-1988 : Captain Power et les soldats du futur (Captain Power and the Soldiers of the Future) : le capitaine Jonathan Power (22 épisodes)
- 1988-1989 : Les Nouvelles Aventures de Davy Crockett (Davy Crockett) : Davy Crockett (5 épisodes)
- 1989 : Pas de répit sur planète Terre (Hard Time on Planet Earth) : Michael (saison 1, épisode 7 : Death Do Us Part)
- 1989 : Arabesque (Murder, She Wrote) : Charley Holcomb / Freddy Masters (saison 5, épisode 20 : Three Strikes, You're Out)
- 1990 : La Maison en folie (Empty Nest) : John Taylor (saison 3, épisode 1 : A Flaw Is Born)
- 1990 : Beverly Hills 90210 : Matt Brody (saison 1, épisode 4 : The First Time)
- 1991 : They Came from Outer Space : le ranger Binkley (saison 1, épisode 19 : Sex, Lies and UFOs: Part 1)
- 1991 : Enquêtes à Palm Springs (P.S. I Luv U) : The Hitman / Jack Duffy (saison 1, épisode 4 : No Thanks for the Memories)
- 1994 : Hearts Afire : Dan Nichols (saison 3, épisode 4 : The 'Sock-Her' Boys)
- 1995 : Diagnostic : Meurtre (Diagnosis Murder) : Terry Broadhurst (saison 2, épisode 13 : The Bela Lugosi Blues)
- 2002 :  JAG : le colonel Norris (saison 7, épisode 15 : Head to Toe)